# Даниел Пашкван
Даниел Пашкван (Сушак, 10. март 1900) je бивши југословенски фудбалски репрезентативац и играч Викторије Сушак и ХАШК-а. За југословенску репрезентацију одиграо је четири утакмице, а дебитовао је у мечу одиграном 28. октобра 1921. против Чехословачке (1:6) у Прагу. Последњи пут за репрезентацију је играо 10. јуна 1923. против Румуније (2:1) у Букурешту.